# Autorités canadiennes en valeurs mobilières
Les Autorités canadiennes en valeurs mobilières (ACVM ) sont un groupe d'encafrement des autorités de réglementation des valeurs mobilières provinciales et territoriales du Canada dont l'objectif est d'améliorer, de coordonner et d'harmoniser la réglementation des marchés financiers canadiens,.
Les systèmes nationaux des ACVM comprennent la Base de données nationale d'inscription (BDNI), une base de données en ligne qui permet aux courtiers en valeurs mobilières et aux conseillers en placement de déposer des formulaires d'inscription par voie électronique ; le Système électronique de divulgation des initiés (SEDI), une base de données en ligne consultée au moyen de navigateur pour le dépôt et la consultation des déclarations d'initiés ; et le Système électronique de données, d'analyse et de recherche (SEDAR), une base de données accessible au public qui contient tous les documents requis concernant les sociétés canadiennes cotées en bourse.